# Mionectes
A Mionectes a madarak (Aves) osztályának verébalakúak (Passeriformes) rendjébe és a királygébicsfélék (Tyrannidae) családjába tartozó nem.

## Rendszerezés
A nemet Jean Cabanis német ornitológus írta le 1844-ben, az alábbi fajok tartoznak ide:
- Mionectes striaticollis
- Mionectes olivaceus
- Mionectes galbinus vagy Mionectes olivaceus galbinus
- Mionectes venezuelensis vagy Mionectes olivaceus venezuelensis
- bogyóevő tirannusz (Mionectes oleagineus)
- Mionectes macconnelli
- Mionectes roraimae vagy Mionectes macconnelli roraimae
- Mionectes rufiventris